# Catherine-Charlotte de Boufflers
Catherine-Charlotte de Boufflers, nacida de Gramont (1669-25 de enero de 1739), más conocida como Marechale de Boufflers, fue una cortesana francesa. Sirvió como dama de honor de la reina María Leszczyńska desde 1725 hasta 1735.

## Biografía
Fue hija de Antoine Charles IV de Gramont y Marie-Charlotte de Castelnau. Contrajo matrimonio el 17 de diciembre de 1693 con el mariscal Louis François de Boufflers, duque de Boufflers.
El 2 de mayo de 1725, Catherine-Charlotte fue asignada como primera dama de honor de la nueva reina de Francia, siendo responsable de las cortesanas, del control del presupuesto, los gastos y las cuentas anuales, así como de la rutina diaria y las presentaciones a la reina. 
A pesar de que muchos de los miembros del palacio de la reina eran asignados a sus puestos gracias a la influencia del duque de Borbón y de Madame de Prie, y como tales tenían una reputación en decadencia, Catherine-Charlotte fue descrita como una mujer conocida por su estricta moral.
Renunció a su puesto el 25 de octubre de 1735, muriendo poco después, el 25 de enero de 1739.